# José Joaquín Magón

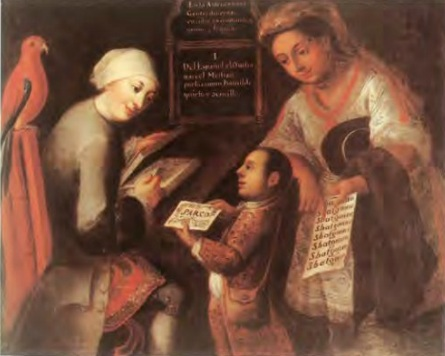
José Joaquín Magón, Español + india = mestizo. I. «Nacido de español e india es un mestizo, generalmente humilde, tranquilo y sencillo». Museo de Antropología, Madrid. 115 x 141 centímetros.

José Joaquín Magón fue un pintor novohispano originario de Puebla de los Ángeles de finales del siglo XVIII. Es conocido por sus cuadros del género pintura de castas.

## Biografía
Se sabe poco de su vida personal, pero fue un artista muy conocido que produjo una gran cantidad de pinturas religiosas y retratos de altos personajes eclesiásticos en Puebla que aún se conservan. También produjo dos series de pinturas de castas en la década de 1770, no mencionadas en las obras de los historiadores del arte Manuel Toussaint y Francisco Pérez Salazar, quienes guardan silencio sobre el género de la pintura de castas. Un conjunto de sus pinturas de casta está firmado y el otro está identificado como de Magón por María Concepción García Sáiz. La mayoría de las obras de Magón son de temática religiosa y algunas se pueden encontrar en iglesias de Puebla. Se le encargó realizar pinturas “para el arco de triunfo con motivo de la coronación de Carlos III."
Sus dos conjuntos de pinturas de castas tienen las mismas agrupaciones de parejas y descendientes en diferentes categorías raciales, pero un conjunto incluye evaluaciones cualitativas de las categorías raciales de los descendientes. El primer juego está firmado en 1772 y fue llevado a Toledo, España por el arzobispo Francisco Antonio Lorenzana. Como ocurre con la mayoría de las pinturas de castas, no hay información sobre si dichas pinturas se exhibieron o dónde, pero Lorenzana fundó un gabinete de historia natural en el Alcázar de Toledo. El gabinete atrajo la atención de los viajeros, entre ellos Antonio Ponz (1725-1792), quien lo mencionó en su publicación Viaje de España.

## Un conjunto de pinturas de castas de Magón

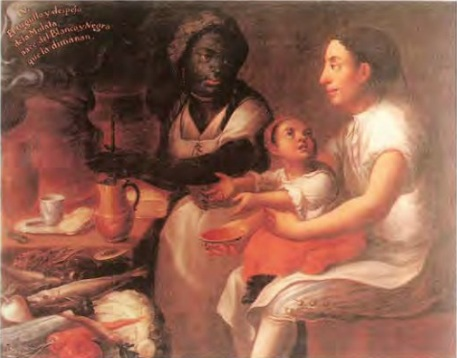
José Joaquín Magón. Español + Negra - Mulato. IV. "El orgullo y el ingenio agudo de la Mulata son inculcados por su padre blanco [ Blanco ] y su madre negra. "

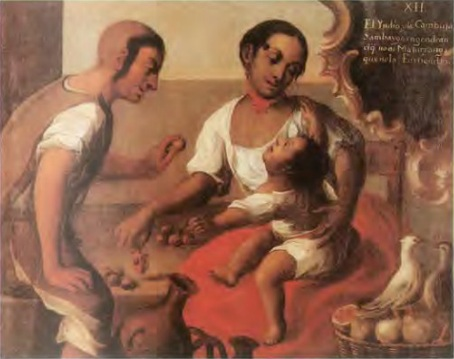
José Joaquín Magón. Indio + Cambujo Zambaiga - "No la Entienda". "La mujer india y cambujo zambaigo produce aquel que ninguna persona entiende quién es."

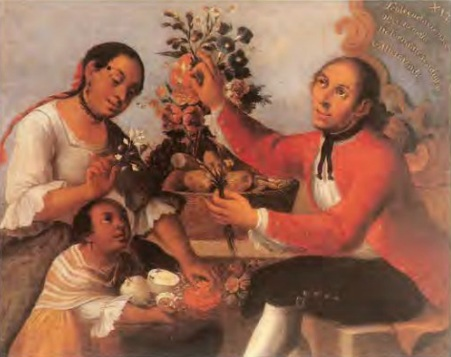
José Joaquín Magón. Tente en el aire + Torna atrás - Albarazado. "XVI. La Tente en el Aire nace (mal) de madre dura Torna-atrás y Albarazado".

Único en el género de la pintura de castas, este conjunto está identificado como obra de Magón, aunque los lienzos no están firmados. Están datados aproximadamente en el año 1770. Cada lienzo incluye descripciones del “carácter y la posición moral de los individuos” representados, algunas de las cuales son bastante peyorativas. Sin embargo, estas descripciones no reflejan necesariamente las opiniones del propio Magón, ya que parece haber dejado un espacio en blanco para que el comentario fuera escrito por otra persona, o para agregarse él mismo bajo la guía de alguien más. El español con su esposa india en el lienzo I está leyendo el Quijote y, en el lienzo III, se le ve escribiendo y hay libros en los estantes detrás de él, entre ellos Virgilio. Estos son indicadores del “carácter educado” de los españoles.
Aquí están las descripciones de cada uno de los lienzos:
En América nacen personas de diferentes colores, costumbres, temperamentos y lenguas. ” [En la América nacen Gentes diversas en color, en costumbres, genios, y lenguas ]. 
I. Nacido de española e india es mestizo, que por lo general es humilde, tranquilo y sencillo. [Del Español y la Yndia nace el Mestizo, por lo común, humilde, quieto, y sencillo]
II. Un padre mestizo y una madre española confieren al castizo un dominio temprano de la equitación. [Mestizo y Española dan al Castizo la afición al caballo desde bien niño]
III. El hijo de un español y una castiza se parece totalmente a su padre. [De Español, y Castiza el Fructo bello se vé igual a su Padre ya pelo á pelo]
IV. El orgullo y el ingenio agudo de la mujer mulata son inculcados por su padre blanco [Blanco] y su madre negra. [El Orgullo, y despejo de la Mulata, nace del Blanco, y Negra que la dimanan].
V. El español y la mulata transmiten su respectivo carácter y costumbres a la morisca. [Español, y Mulata, ser, y doctrina dan conforme a su genio a la Morisca].
VI. Nacido de español y morisca es el Albino, miope, apacible, lento y bondadoso. [De Español, y Morisca nace el Albino corto de vista, devil suave, y venigno].
VII. El Torna atrás nacido de padre albino y madre española tiene porte, temperamento y tradición. [Albino y Española, Los que producen de torna atrás, en figura, genio, y costumbres].
VIII. El Calpamulato nacido de padre mulato y madre india tiene un temperamento salvaje y es fuerte, ancho y bajo. [Mulato, e Yndia engendran Calpa Mulato de indocile genio, fuerte, cuerpo cortiancho].
IX. El Jíbaro nacido de madre india y padre calpamulato es inquieto y casi siempre arrogante. [De Yndia, y Calpamulato, Gíbaro nace inquieto de Ordinario Siempre arrogante].
X. De padre negro y madre india, los Lobos son mala sangre: ladrones y carteristas. [De Negro é Yndia, Lovo, mala valea. Herodes hijo de bolsas, y faltriqueras].
XI. De Lobo y de India, el Cambujo suele ser lento, perezoso y torpe. [Lova, é Yndia, Cambujo, es de ordinario pesado, y perezoso de ingenio tardo].
XII. El indio y la mujer cambujo zambaigo produce aquel que ninguna persona entiende quién es. [El Yndio, y la Cambuja Sambayga engendran el q no ai Maturranga que no la Entiendan].
XIII. El complicado Cuarterón es de padre mestizo sencillo y madre mulata. [El Cuarterón Cabcioso a luz dimana, del Mestizo sencillo, y la Mulata].
XIV. El pendenciero cuarterón y su esposa mestiza engendran al fuerte y audaz Coyote. [Cuarteron, y Mestiza, siempre peleando engendran al Collote fuerte, y osado].
XV. De Coyote y Morisco, el Albarazado burlón y bromista. [De Collote, y Morisca, el Abarazado nace, y se inclina a burlas, y chascos].
XVI. La Tente en el aire nace (mal) de madre dura Torna-atrás y Albarazado. [Tente en el ayre, nace (ingerto malo) de Torna atrás adusto, y Albarazado].